# L'Homme au complet blanc
Pour plus de détails, voir Fiche technique et Distribution.
L'Homme au complet blanc (titre original : The Man in the White Suit) est un film comique de science-fiction satirique britannique produit par Ealing Studios et réalisé par Alexander Mackendrick, sorti en 1951. Le thème central du film se veut celui du savant qui mène des recherches à la fois contre les patrons de l'''establishment'' ainsi que contre les syndicats d'ouvriers des usines textiles, qui tentent tous de supprimer son invention.

## Synopsis
Le film s'ouvre avec un narrateur, Alan Birnley, qui explique au spectateur, que l'industrie du textile anglais vient d'éviter la pire des catastrophes de son histoire. Il se met alors à raconter ce qui est arrivé quelques semaines auparavant. Sidney Stratton, un chimiste sans le sou, conduit des recherches qui le mènent sur la voie d'une découverte susceptible de révolutionner l'industrie textile : le tissu inusable et insalissable. Afin de tester sa découverte, il se fait embaucher dans les filatures et parvient à s'introduire dans les services de recherche. Après de nombreux essais infructueux et autant de dégâts dans les laboratoires, avec l'appui d'Alan Birnley, un gros industriel, la découverte de Stratton semble tout d'abord être un succès.
Corollairement, son succès scientifique se double de succès amoureux : la ravissante fille de Birnley, Daphné, le serre de près, tandis que du côté des "cols bleus", une pétulante déléguée syndicale au buste avantageux lui lance des regards enamourés.
Toutefois les magnats du textile et les syndicats ouvriers entreprennent bien vite d'empêcher l'exploitation d'une invention dans laquelle ils ne voient qu'une dangereuse menace pour leur industrie et leur travail. Après un concours de circonstances burlesques, Sidney est enfermé dans la chambre de Birnley. Avec l'aide de la fille de ce dernier, il arrive à s'échapper avec l'intention de révéler sa découverte à la presse. Il est alors poursuivi en pleine nuit à la fois par les ouvriers et par les patrons. Du fait de son complet blanc immaculé, infroissable et insalissable en tissu miracle, un rayonnement le rend facile à repérer au cours d'une chasse à l'homme échevelée où les barons du textile le chassent en Rolls-Royce et les ouvriers à pied ou en vélo.
Au moment où Sidney est acculé de toute part, la pluie se met à tomber en averse et on s'aperçoit que le tissu se dégrade sous l'action de l'eau de pluie, défaut pour le moins gênant sous le climat britannique. Ce léger détail lui évite un lynchage en règle alors que tout le monde s'en va en riant à gorge déployé, en laissant le pauvre inventeur seul dans la rue.
A la fin du film, sous le regard de Birnley, Sidney désormais licencié, part en relisant ses notes et, à son attitude, il semble qu'il ait vu où réside le problème, laissant la voie ouverte à une prochaine nouvelle invention.

## Fiche technique
- Titre original : The Man in the White Suit
- Titre français : L'Homme au complet blanc
- Réalisation : Alexander Mackendrick, assisté de Jim O'Connolly (non crédité)
- Scénario : John Dighton (en), Alexander Mackendrick et Roger MacDougall, d'après la pièce (alors inédite) de ce dernier
- Direction artistique : Jim Morahan (en)
- Costumes : Anthony Mendleson
- Photographie : Douglas Slocombe
- Son : Steve Dalby
- Musique : Benjamin Frankel
- Montage : Bernard Gribble (en)
- Production : Michael Balcon
- Production associée : Sidney Cole
- Société de production : Ealing Studios
- Société de distribution :  General Film Distributors ;  Gaumont Distribution
- Pays d'origine :  Royaume-Uni
- Langue originale : anglais
- Format : noir et blanc — 35 mm — 1,37:1 — son mono (RCA Sound System)
- Genre : Comédie, Film de science-fiction
- Durée : 85 minutes
- Date de sortie :
  -  Royaume-Uni : 7 août 1951 (Londres)
  -  Belgique : 7 mars 1952
  -  France : 26 mars 1952
  -  États-Unis : 31 mars 1952 (New York)

## Distribution
- Alec Guinness (VF : Michel Roux) : Sidney Stratton
- Cecil Parker (VF : Émile Duard) : Alan Birnley
- Joan Greenwood : Daphné Birnley, la fille d'Alan
- Michael Gough (VF : Marc Cassot) : Michael Corland
- Ernest Thesiger : sir John Kierlaw
- Howard Marion-Crawford (VF : Philippe Dumat) : Cranford
- Henry Mollison (en) (VF : Jean-Claude Michel) : Hoskins
- Vida Hope (en) : Bertha
- Patric Doonan (en) (VF : Henry Djanik) : Frank
- Duncan Lamont (VF : Jacques Torrens) : Harry
- Harold Goodwin : Wilkins
- Colin Gordon (VF : Jean-François Laley) : Hill
- Joan Harben (VF : Lita Recio) : mademoiselle Johnson
- Edie Martin (en) : madame Watson, la logeuse

## Musique
La bande sonore comprend un réjouissant air de mambo à base de glouglous et de gargouillis émanant des tubes à essai à chaque scène de laboratoire.

## Nominations
- Oscars 1953 : nomination de John Dighton (en), Alexander Mackendrick et Roger MacDougall pour l'Oscar du meilleur scénario adapté
- BAFTA Awards 1952 : nomination pour le British Academy Film Award du meilleur film britannique

## Réception critique
- « L'Homme au complet blanc est un film absolument formidable. Aujourd'hui, c'est un petit classique, mais je me souviens du titre de l'Observer, je crois, à l'époque : « Film ignoble ». Le critique, qui n'y avait rien compris, ne s'attendait à rien d'autre qu'une bonne rigolade. » Alec Guinness.
- « Une interprétation géniale de Guinness » Édouard Waintrop dans Libération.
- « Un film très en avance. Certaines séquences annoncent et égalent les meilleures réussites de Godard et de Buñuel » Charles Barr, Ealing Studios[1].

### Vidéographie
- zone 2 : L'Homme au complet blanc, Studiocanal « collection Ealing Studios, dir. Bertrand Tavernier », 2004,  (EAN 3-259130-217698) — L'édition comporte comme suppléments une présentation du film par Stephen Frears, une autre par Bertrand Tavernier.